# فهرست استانداران گیلان
این فهرست اسامی استانداران استان گیلان، (از سال تشکیل استان در سال ۱۳۰۲ تاکنون) می‌باشد. این استان در ابتدا استان یکم نام داشت و در دهه ۱۳۴۰ رسماً به استان گیلان موسوم شد.

## فهرست
| نام                                      | شروع             | پایان            | دوره                     |
| ---------------------------------------- | ---------------- | ---------------- | ------------------------ |
| حکومت پهلوی                              |                  |                  |                          |
| امیراصلان خواجه‌نوری(نظام الدوله)         | ۱۳۰۲             | ۱۳۰۵             |                          |
| حسن رئیس(ظهیرالملک)                      | ۱۳۰۵             | ۱۳۰۶             |                          |
| محمدجواد اسفندیاری بختیاری(منتظم الدوله) | ۱۳۰۶             |                  |                          |
| نظام‌الدین حکمت                           | ۱۳۰۶             | ۱۳۰۷             |                          |
| رضا افشار                                | ۱۳۰۷             | ۱۳۱۰             |                          |
| رضاعلی دیوان‌بیگی                         | ۱۳۱۰             | ۱۳۱۲             |                          |
| مهدی مشیر فاطمی                          | ۱۳۱۲             | ۱۳۱۶             |                          |
| قاسم صوراسرافیل                          | ۱۳۱۶             | ۱۳۱۷             |                          |
| باقر عظیمی                               | ۱۳۱۷             | ۱۳۱۹             |                          |
| محمدعلی مجد                              | ۱۳۱۹             | ۱۳۲۱             |                          |
| نادر آراسته                              | ۱۳۲۱             | ۱۳۲۳             |                          |
| حسن فرزانه                               | ۱۳۲۳             | ۳۰ آبان ۱۳۲۴     |                          |
| عبدالحسین مسعود انصاری                   | ۳۰ آبان ۱۳۲۴     | تیر ۱۳۲۶         |                          |
| رضاعلی دیوان‌بیگی                         | ۷ مهر ۱۳۲۶       | ۱۳۲۸             |                          |
| سیف‌الله نواب                             | ۴ اردیبهشت ۱۳۲۹  | ۱۳۲۹             |                          |
| محمدعلی مجد                              | خرداد ۱۳۲۹       | ۵ اسفند ۱۳۲۹     |                          |
| شمس‌الدین امیرعلائی                       | ۵ اسفند ۱۳۲۹     | فروردین ۱۳۳۰     |                          |
| سرتیپ علی‌اکبر سیف افشار                  | ۳۱ فروردین ۱۳۳۰  | ۶ شهریور ۱۳۳۰    |                          |
| ارسلان خلعتبری                           | ۶ شهریور ۱۳۳۰    |                  |                          |
| غلامحسین افخم حکمت                       | ۱۳۳۰             | ۱۳۳۱             |                          |
| سید محمدعلی کشاورز صدر                   | ۱۳۳۱             | ۲۳ اردیبهشت ۱۳۳۲ | محمد مصدق                |
| محمدعلی مقدم                             | ۲۳ اردیبهشت ۱۳۳۲ | ۲۹ مرداد ۱۳۳۲    | محمد مصدق                |
| سرگرد عباس حشمتی                         | ۲۱ شهریور ۱۳۳۲   |                  |                          |
| غلامحسین مفتاح                           |                  |                  |                          |
| هادی اشتری                               |                  |                  |                          |
| رضا جعفری                                |                  |                  |                          |
| علی دهقان                                | آذر ۱۳۳۸         | ۳۱ اردیبهشت ۱۳۴۰ |                          |
| احمد علی‌آبادی                            | ۳۱ اردیبهشت ۱۳۴۰ |                  |                          |
| تقی سرلک                                 | ۱۷ تیر ۱۳۴۳      | ۱۲ اردیبهشت ۱۳۴۴ | حسنعلی منصور             |
| محمد سام                                 | ۱۲ اردیبهشت ۱۳۴۴ | ۲۴ شهریور ۱۳۴۸   | امیرعباس هویدا           |
| علی‌اصغر طاهری                            | ۲۴ شهریور ۱۳۴۸   |                  |                          |
| عباس بابک                                |                  |                  |                          |
| غلامرضا عون جزایری                       | ۲۵ آذر ۱۳۵۰      | ۹ خرداد ۱۳۵۳     |                          |
| محمود توانا                              | ۹ خرداد ۱۳۵۳     |                  |                          |
| عطاءالله معتدل                           |                  | ۲۱ آبان ۱۳۵۷     |                          |
| سید محمد طباطبایی                        | ۲۱ آبان ۱۳۵۷     | بهمن ۱۳۵۷        |                          |
| جمهوری اسلامی ایران                      |                  |                  |                          |
| حبیب‌الله داوران                          | ۲۷ بهمن ۱۳۵۷     | ۱۰ بهمن ۱۳۵۸     | دولت موقت ایران          |
| علی انصاری                               | ۱۰ بهمن ۱۳۵۸     | ۱۵ تیر ۱۳۶۰      | دولت نخست                |
| نصرت‌الله شادنوش                          | ۲۲ تیر ۱۳۶۰      | ۱۲ اسفند ۱۳۶۰    | دولت دوم و دولت موقت دوم |
| علی فرهمندزاد                            | ۱۲ اسفند ۱۳۶۰    | ۱۶ مرداد ۱۳۶۲    | دولت سوم                 |
| علی‌اکبر رحمانی                           | ۱۶ مرداد ۱۳۶۲    | ۹ فروردین ۱۳۶۶   | دولت سوم و دولت چهارم    |
| حمید حاجی‌عبدالوهاب                       | ۹ فروردین ۱۳۶۶   | ۱۰ آبان ۱۳۶۸     | دولت چهارم               |
| علیرضا تابش                              | ۱۰ آبان ۱۳۶۸     | ۱۳ تیر ۱۳۷۱      | دولت پنجم                |
| سید علی‌اکبر طاهایی                       | ۲۸ تیر ۱۳۷۱      | ۱۹ بهمن ۱۳۷۶     | دولت پنجم دولت ششم       |
| علی صوفی                                 | ۱۹ بهمن ۱۳۷۶     | ۳۱ مرداد ۱۳۸۰    | دولت هفتم                |
| علی باقری (سرپرست)                       | ۳ شهریور ۱۳۸۰    | ۴ مهر ۱۳۸۰       | دولت هشتم                |
| مسعود سلطانی‌فر                           | ۴ مهر ۱۳۸۰       | ۲۴ آبان ۱۳۸۴     | دولت هشتم                |
| سرتیپ پاسدار علی عبداللهی                | ۲۵ آبان ۱۳۸۴     | ۱۸ شهریور ۱۳۸۶   | دولت نهم                 |
| روح‌الله قهرمانی چابک                     | ۱۸ شهریور ۱۳۸۶   | ۱۵ اسفند ۱۳۸۹    | دولت نهم                 |
| سرتیپ دوم پاسدار مهدی سعادتی             | ۱۵ اسفند ۱۳۸۹    | ۵ شهریور ۱۳۹۱    | دولت دهم                 |
| کیهان هاشم‌نیا                            | ۵ شهریور ۱۳۹۱    | ۲۱ مهر ۱۳۹۲      | دولت دهم                 |
| محمدعلی نجفی                             | ۲۱ مهر ۱۳۹۲      | ۲۲ شهریور ۱۳۹۶   | دولت یازدهم              |
| مصطفی سالاری                             | ۲ مهر ۱۳۹۶       | ۴ تیر ۱۳۹۸       | دولت دوازدهم             |
| ارسلان زارع (سرپرست)                     | ۵ تیر ۱۳۹۸       | ۶ شهریور ۱۳۹۸    | دولت دوازدهم             |
| ارسلان زارع                              | ۶ شهریور ۱۳۹۸    | ۲۸ مهر ۱۴۰۰      | دولت دوازدهم             |
| اسدالله عباسی                            | ۲۸ مهر ۱۴۰۰      | ۱۱ مهر ۱۴۰۳      | دولت سیزدهم              |
| هادی حق‌شناس                              | ۱۱ مهر ۱۴۰۳      | در حال تصدی      | دولت چهاردهم             |